# Stenskär, Esbo
För andra betydelser, se Stenskär (olika betydelser).
Stenskär är en ö i Finland. Den ligger i Finska viken och i kommunen Esbo i den ekonomiska regionen  Helsingfors i landskapet Nyland, i den södra delen av landet. Ön ligger omkring 16 kilometer sydväst om Helsingfors.
Öns area är 3,4 hektar och dess största längd är 310 meter i öst-västlig riktning. Närmaste större samhälle är Helsingfors, 15,6 km nordost om Stenskär.